# Заложники (фильм, 1994)
«Заложники» (англ. CrackerJack, «Психопат Джек (Щелкунчик)») — канадский боевик 1994 года.

## Сюжет
Полицейский Джек Уайлд теряет семью, которую убили преступники. По настоянию начальства он отправляется в отпуск в горный курорт. Отель, где остановился Уайлд, захватывает группа террористов. Однако их целью является ограбление мафиози, после чего они планируют с помощью взрывов вызвать снежную лавину, чтобы уничтожить всех свидетелей.

## В ролях
- Настасья Кински — Катя
- Кристофер Пламмер — Иван Гетц
- Томас Йен Гриффит — Джек Уайлд
- Джордж Тулиатос — Сонни Лароссо
- Lisa Bunting — Энни
- Ричард Сали — Майк Уайлд
- Уильям С. Тейлор — Мори
- Фрэнк Кассини — Марио
- Фрэнк Ч. Тёрнер — Оливер
- Дороти Фер — Алекс
- Владимир Кулич — Стефан
- Алекс Дьякун — Крафт
- Сонни Суровьек — Жак
- Скотт МакНил — Рекс

## Теглайн
- Слоган фильма: «A $50 million heist, a ski resort held hostage, and a cop with nothing to lose» -«Грабёж на $ 50 миллионов, захваченный лыжный курорт и полицейский, которому нечего терять».